# Distretto di Miëry
Il distretto di Miëry (in bielorusso Мёрскі раён?) è un distretto (raën) della Bielorussia appartenente alla regione di Vicebsk.